# Silves
Silves – miejscowość w Portugalii, leżąca w dystrykcie Faro, w regionie Algarve w podregionie Algarve. Miejscowość jest siedzibą gminy o tej samej nazwie.

## Historia
- miasto założone jeszcze przed podbiciem półwyspu Iberyjskiego przez Rzymian. Rzymianie nadali miastu nazwę Cilpes;
- podbite przez Arabów w VIII wieku zostało stolicą prowincji i otrzymało nowa nazwę Xelb;
- w okresie rekonkwisty miasto często przechodziło z rąk do rąk, zdobyte ostatecznie 1 września 1189 roku po wielomiesięcznym oblężeniu przez Sancha I, króla Portugalii.

## Zabytki
- odrestaurowane ruiny zamku mauretańskiego na wzgórzu ponad miastem;
- XIII-wieczna katedra;
- Muzeum Archeologiczne, w którego 4 salach znajdują się zbiory datowane od 1 mln lat temu do roku 1577.

## Demografia
| Liczba ludności gminy Silves (1801–2011) | Liczba ludności gminy Silves (1801–2011) | Liczba ludności gminy Silves (1801–2011) | Liczba ludności gminy Silves (1801–2011) | Liczba ludności gminy Silves (1801–2011) | Liczba ludności gminy Silves (1801–2011) | Liczba ludności gminy Silves (1801–2011) | Liczba ludności gminy Silves (1801–2011) | Liczba ludności gminy Silves (1801–2011) | Liczba ludności gminy Silves (1801–2011) |
| ---------------------------------------- | ---------------------------------------- | ---------------------------------------- | ---------------------------------------- | ---------------------------------------- | ---------------------------------------- | ---------------------------------------- | ---------------------------------------- | ---------------------------------------- | ---------------------------------------- |
| 1801                                     | 1849                                     | 1900                                     | 1930                                     | 1960                                     | 1981                                     | 1991                                     | 2001                                     | 2004                                     | 2011                                     |
| 10 509                                   | 15 509                                   | 29 598                                   | 34 461                                   | 33 368                                   | 31 389                                   | 32 924                                   | 33 830                                   | 34 909                                   | 37 126                                   |

## Sołectwa
Sołectwa gminy Silves (ludność wg stanu na 2011 r.):
- Alcantarilha – 2540 osób
- Algoz – 3831 osób
- Armação de Pêra – 4867 osób
- Pêra – 2432 osoby
- São Bartolomeu de Messines – 8430 osób
- São Marcos da Serra – 1352 osoby
- Silves – 11 014 osób
- Tunes – 2660 osób